# Municipio López
Koordinaten: 26° 56′ N, 105° 0′ W
López ist ein Municipio mit etwa 4000 Einwohnern im mexikanischen Bundesstaat Chihuahua. Das Municipio hat eine Fläche von 1350,3 km². Verwaltungssitz und größter Ort des Municipios ist Villa López (offiziell Octaviano López).

## Geographie
Das Municipio López liegt im Südosten des Bundesstaats Chihuahua auf einer Höhe zwischen 1400 m und 2000 m. Es zählt zur Gänze zur physiographischen Provinz der Sierras y Llanuras del Norte. 99,9 % des Municipios liegen in der hydrologischen Region Bravo-Conchos und entwässern in den Golf von Mexiko, der Rest im endorheischen Becken des Bolsón de Mapimí. Die Geologie des Municipios wird zu 81 % von Alluvionen bestimmt bei 8 % Konglomeratgestein und 4 % rhyolithischem Tuff; vorherrschende Bodentypen im Municipio sind der Calcisol (48 %), Kastanozem (20 %), Leptosol (9 %), Phaeozem (8 %) und Vertisol (6 %). 71 % des Municipios sind von Gestrüpplandschaft bedeckt, 15 % werden als Weideland genutzt, 12 % dienen dem Ackerbau.
Das Municipio grenzt an die Municipios Allende, Jiménez und Coronado.

## Bevölkerung
Beim Zensus 2010 wurden im Municipio 4025 Menschen in  1184 Wohneinheiten gezählt. Davon wurden 18 Personen als Sprecher einer indigenen Sprache registriert, darunter 13 Sprecher der Tarahumara-Sprache. 4,6 Prozent der Bevölkerung waren Analphabeten. 1565 Einwohner wurden als Erwerbspersonen registriert, wovon 80 % Männer bzw. 4,1 % arbeitslos waren. 3,9 Prozent der Bevölkerung lebten in extremer Armut.

## Orte
Das Municipio López umfasst 45 bewohnte localidades, von denen lediglich der Hauptort vom INEGI als urban klassifiziert ist. Fünf Orte wiesen beim Zensus 2010 eine Einwohnerzahl von über 100 auf. Die größten Orte sind:
| Ort             | Einwohner |
| Octaviano López | 2148      |
| Santa María     | 0602      |
| Saláices        | 0487      |